# Дискография группы «Крематорий»
Дискография российской рок-группы «Крематорий»

## Номерные альбомы
| Год (год издания) | Название           | Комментарий | Переиздания                                      |
| ----------------- | ------------------ | --- | ------------------------------------------------ |
| 1983              | Винные мемуары     | 1-й магнитоальбом «Крематория» (Армен Григорян+Виктор Троегубов).                                                                                | «Solyd Records» 1994 г., «MOROZ Records» 1998 г. |
| 1984              | Крематорий II      | 2-й магнитоальбом «Крематория». Шляпа (Армен Григорян)+Борода (Виктор Троегубов)+Альтист Данилов (Дмитрий Плетнёв)+Стив (Александр Севастьянов). | «Solyd Records» 1994 г., «MOROZ Records» 1998 г. |
| 1986              | Иллюзорный Mip     | 3-й магнитоальбом «Крематория» (первый полноценный электрический альбом). Григорян+Троегубов+Змей+Хомяков+Пушкарёв+Россовский+Севастьянов.       | «Solyd Records» 1994 г., «MOROZ Records» 1998 г. |
| 1988              | Кома               | Победитель конкурса журнала «Аврора» как один из лучших альбомов 1988 г. 4-й студийный альбом.                                                   | «Solyd Records» 1994 г., «MOROZ Records» 1998 г. |
| 1989              | Клубника со льдом  | Выпущен как LP и MC на «Мелодии».5-й студийный альбом.                                                                                           | «Solyd Records» 1994 г., «MOROZ Records» 1998 г. |
| 1991              | Зомби              | «Solyd Records». 6-й студийный альбом. | «MOROZ Records» 1998 г.                          |
| 1994              | Танго на облаке    | 7-й студийный альбом. | «MOROZ Records» 1998 г.                          |
| 1995              | Текиловые сны      | 8-й студийный альбом. | «MOROZ Records» 1998 г.                          |
| 1996              | Микронезия         | 9-й студийный альбом. | «MOROZ Records» 1998 г.                          |
| 1996              | Гигантомания       | 10-й студийный альбом. | «MOROZ Records» 1998 г.                          |
| 1997              | Ботаника           | 11-й студийный альбом. | «MOROZ Records» 1998 г.                          |
| 2000              | Три источника      | 12-й студийный альбом. |                                                  |
| 2002              | Мифология          | 13-й студийный альбом. |                                                  |
| 2008              | Амстердам          | 14-й студийный альбом. |                                                  |
| 2013              | Чемодан президента | 15-й студийный альбом. |                                                  |
| 2016              | Люди-невидимки     | 16-й студийный альбом. |                                                  |
| 2021              | Охотник            | 17-й студийный альбом. |                                                  |
| 2023              | Сладкий Элвис      | 18-й студийный альбом |                                                  |

## Сборники
| Год издания | Название                                    | Комментарий                                       |
| ----------- | ------------------------------------------- | ------------------------------------------------- |
| 1988        | Живые и Мёртвые                             |                                                   |
| 1993        | Двойной альбом                              |                                                   |
| 1996        | Легенды русского рока. Крематорий           |                                                   |
| 1998        | Трилогия                                    |                                                   |
| 2000        | Fan-Tom                                     |                                                   |
| 2002        | Сирены Титана                               |                                                   |
| 2003        | Легенды русского рока. Крематорий. Выпуск 2 |                                                   |
| 2003        | Рок'N'Roll                                  |                                                   |
| 2009        | Крематорий XXV лет                          | CD и аудиокнига                                   |
| 2018        | Antiquus                                    |                                                   |
| 2018        | Крематорий - Best 35. Hits Hotel            |                                                   |
| 2023        | The Big One                                 | Сборник хитов группы, исполненных на шести языках |
| 2023        | КТ-40                                       |                                                   |

## Синглы
| Год издания | Название         | Комментарий |
| ----------- | ---------------- | --- |
| 1995        | Бесы в моих снах | Moroz Records (MR 95085 CD). Трек-лист: 1. Миклуха, 2. Белые столбы, 3. Бесы в моих снах, 4. Амба и 5. Эпитафия. Музыканты: Армен Григорян — вокал, акустическая гитара; Андрей Мурашов — гитара; Вячеслав Бухаров — скрипка, клавишные, бэк-вокал; Сергей Третьяков — бас-гитара, Андрей Сараев — ударные; Пётр Тихонов — труба (1, 3). |
| 2016        | Жизнь            | |
| 2019        | Гагарин Лайт     | |
| 2020        | Шпионы           | |
| 2024        | Весна            | |

## Концертные записи
| Название, год издания                                      | Комментарий |
| ---------------------------------------------------------- | ----------- |
| Unplugged (1992)                                           |             |
| Концерт в Горбушке (1996)                                  |             |
| Юбилейный (2004)                                           |             |
| Симфоконцерт (2022) (c Симфоническим оркестром "Globalis") |             |

## Мультимедиа
| Название, год издания                           | Комментарий |
| ----------------------------------------------- | ----------- |
| CD-ROM «Между Небом и Землёй» (1998)            |             |
| Mp3-коллекция на 2-х CD-ROM «Крематорий» (2002) |             |
| Mp3-коллекция на 3-х CD-ROM «Крематорий» (2006) |             |

Кроме того, Армен Григорян и «Крематорий» принимали участие в записи ряда альбомов и сборников других исполнителей.